# Santa Cruz de Mudela
Santa Cruz de Mudela é um município da Espanha na comarca de Campo de Calatrava, província de Cidade Real, comunidade autónoma de Castela-Mancha. Tem
134,6 km² de área e em 2021 tinha 4 017 habitantes (densidade: 29,8 hab./km²).

## Demografia
| Variação demográfica do município entre 1991 e 2004 [carece de fontes?] | Variação demográfica do município entre 1991 e 2004 [carece de fontes?] | Variação demográfica do município entre 1991 e 2004 [carece de fontes?] | Variação demográfica do município entre 1991 e 2004 [carece de fontes?] |
| ----------------------------------------------------------------------- | ----------------------------------------------------------------------- | ----------------------------------------------------------------------- | ----------------------------------------------------------------------- |
| 1991                                                                    | 1996                                                                    | 2001                                                                    | 2004                                                                    |
| 4894                                                                    | 4795                                                                    | 4716                                                                    | 4801                                                                    |